# Bruce Dinsmore
Bruce Dinsmore, noto anche con lo pseudonimo di Bruce Smithee (Vancouver, 22 novembre 1965), è un attore e doppiatore canadese.

## Biografia
Si è diplomato alla National Theatre School of Canada.
Come doppiatore ha prestato la voce a Binky Barnes e nonno Read in Arthur, Tubby Tompkins in The Little Lulu Show, Orazio in Oggi a casa di Wimzie e Jervis Coltrane e Mr. Hutchins in What's with Andy?.
Ha doppiato poi diversi personaggi nel cortometraggio francese Têtes à claques e ha prestato la voce per il videogioco Wizardry 8 della Sir-Tech. Ha collezionato inoltre diverse apparizioni in serie televisive e produzioni televisive e cinematografiche.

## Filmografia

### Attore

#### Film
- The Myth of the Male Orgasm (1993)
- Mrs. Parker e il circolo vizioso (1994)
- Relative Fear (1994)
- Quattro irresistibili brontoloni (1996)
- Laserhawk (1997)
- Suspicious Minds (1997)
- The Kid (1997)
- Stranger in the House (1997)
- The Sleep Room (1998)
- I delitti di Lennox (1998)
- Perpetrators of the Crime (2000)
- Waking the Dead (2000)
- Press Run (2000)
- 40 Is the New 20 (2009)
- The Kate Logan Affair (2010)
- Exploding Sun (2013)
- Happy Slapping (2013)

#### Serie TV
- Highlander - serie TV, episodio 3x10 (1994)
- Chambres en ville - serie TV, 14 episodi (1995-1996)
- Cold Squad - Squadra casi archiviati (Cold Squad) - serie TV, 2 episodi (1999)
- The Hunger - serie TV, episodio 2x16 (2000)
- Mental Block - serie TV, 6 episodi (2003-2004)
- Toi & Moi - serie TV, 5 episodi (2015-2016)
- L'altra Grace (The Other Grace) - serie TV, episodio 1x04 (2017)
- Mary Kills People - serie TV, episodio 2x02 (2017)
- Asta di Natale (Swept Up by Christmas), regia di Philippe Gagnon (2019)
- Rapimento in diretta (The Lead), regia di Philippe Gagnon (2020) - film TV
- Transplant - serie TV, episodio 2x07 (2022)

#### Cortometraggi
- Monday Night (2006)
- Pas de Trois (2012)

### Doppiatore
- Oggi a casa di Winzie - serie animata, 112 episodi - voce di Horace (1995-1996)
- Artù - serie animata, 196 episodi - voci varie (1996-2022)
- The Little Lulu Show - serie animata, 11 episodi - voce di Tubby (1998)
- Le Monde Secrete di Pere Noel - serie animata, 26 episodi - voce di Rudolph (1997)
- MumbleBumble - serie animata, 51 episodi - voce di Greens (1999)
- Andy il re degli scherzi (What's With Andy?) - serie animata, 52 episodi - voce di Jervis Coltrane (2003-2007)
- Spookley la zucca quadrata (Spookley the Square Pumpkin), regia di Bernie Denk (2004)
- Tripping the Rift  - serie animata, 13 episodi (2007)
- Deus Ex: Human Revolution - videogioco, voce di William Taggart (2011)
- Assassin's Creed III - videogioco, voce di Paul Revere (2012)
- Assassin's Creed III: Liberation - videogioco, voce di Jean-Jacques Blaise d'Abbadie (2012)
- Assassin's Creed IV: Black Flag - videogioco, voce di Upton Travers (2014)
- Assassin's Creed: Unity - videogioco, voce di Maximilian de Robespierre (2014)
- Spookley la zucca quadrata: Natale con i gattini (Spookley and the Christmas Kittens), regia di Bernie Denk (2019)

## Doppiatori italiani
Nelle versioni in italiano delle opere in cui ha recitato, Bruce Dinsmore è stato doppiato da:
- Sergio Luzi in Asta di Natale
- Edoardo Nordio in Rapimento in diretta

Da doppiatore, è stato sostituito da:
- Vittorio Stagni in Oggi a casa di Winzie
- Corrado Conforti in The Little Lulu Show
- Oreste Baldini in MumbleBumble
- Marco Pagani in Deus Ex: Human Revolution
- Matteo Zanotti in Assassin's Creed III
- Francesco Mei in Assassin's Creed IV: Black Flag
- Ruggero Andreozzi in Assassin's Creed: Unity
- Francesco De Marco in Spookley la zucca quadrata: Natale con i gattini